# Огородниковские Выселки
Огородниковские Выселки — поселок в Спасском районе Рязанской области. Входит в Перкинское сельское поселение.

## География
Находится в центральной части Рязанской области на расстоянии приблизительно 14 км на запад-юго-запад по прямой от районного центра города Спасск-Рязанский в правобережной части района.

## История
На карте 1850 года поселок еще был отмечен, так же как во время переписи 1859 года. Был учтен в 1897 как Бардаковские и Левашовские выселки с 21 двором. Нынешнее название связано с изменением названия села Бардаково (ныне Огородниково).

## Население
Численность населения: 225 человек (1897 год), 5 в 2002 году (русские 100 %), 4 в 2010.